# Krušar
Krušar (en serbe cyrillique : Крушар) est un village de Serbie situé dans la municipalité de Ćuprija, district de Pomoravlje. Au recensement de 2011, il comptait 1 280 habitants.

## Démographie

### Évolution historique de la population
| 1948  | 1953  | 1961  | 1971  | 1981  | 1991  | 2002  | 2011  |
| ----- | ----- | ----- | ----- | ----- | ----- | ----- | ----- |
| 2 092 | 2 150 | 2 144 | 2 072 | 2 070 | 1 954 | 1 546 | 1 280 |

|  |